# Adel in Italië
Evenals andere Europese staten heeft ook Italië een adelstand. Er is een Italiaanse oeradel en in de verschillende republieken ontstond een klasse van patriciërs die in Venetië een gesloten adelstand, ingeschreven in een Gouden Boek ging vormen. Hetzelfde gebeurde in de stad Rome.

## Oorsprong
Van de adel van het Romeinse Rijk was na de ondergang uiteindelijk geen spoor meer te vinden. De Romeinse adel werd tijdens de Grote Volksverhuizing vervangen door de voorname geslachten van de Longobarden en latere veroveraars. Er zijn wel huwelijken gesloten tussen de oude Romeinse adel en de nieuwe barbaarse elite, wat o.a. ook in het vroegere Gallia en Hispania gebeurde, maar geen enkele familie kan haar afstamming met behulp van gedocumenteerde bronnen verder terug volgen dan de 8e eeuw. De oorspronkelijke archieven van de Romeinen, iedere stad van betekenis en zeker Rome zelf had die, zijn bijna volledig verloren gegaan in de loop der tijden. Toch waren er lange tijd families die pretendeerden dat zij nog afstamden van de senatoriale geslachten van Rome. Dat is weliswaar goed mogelijk, maar er zijn geen schriftelijke bewijzen van een dergelijke afstamming.
In de middeleeuwen was de adel verdeeld in Welfen en Ghibellijnen, aanhangers van de pausen en de Duitse keizers. De tekens van loyaliteit aan keizer of paus vinden we terug in de kantelen van hun kastelen en in de wapens waarin lelies aangeven dat men tot een van beide partijen behoort. In de heraldiek plaatsten de Ghibellijnse partijgangers "Schildhoofden van aanhankelijkheid", het capo dell'impero der Ghibellijnen of de capo d'Angio met de lelie van de Welfen, in hun wapens om aan te geven wat hun partij was. Deze wapenschilden en aanduidingen worden ook nu nog gebruikt door oude Italiaanse geslachten.

## Adel in de Italiaanse staten
De patriciërs van de grote steden en kleine stadstaten worden tot de adel gerekend. Zij voeren de titel "patrizio romano" of "Patrizio Napoletano". Daarnaast is er de briefadel die adeldom ontving van de regerende prinsen, groothertogen en de Duitse en Oostenrijkse keizers. Uiteraard zijn ook door Napoleon I in zijn Koninkrijk Italië onderdanen in de adelstand verheven. In Venetië vormde een gesloten stand van patriciërs een adelstand, zij stonden vermeld in een "Gouden Boek".

## Pauselijke adel
De door de paus verleende adellijke titels zijn geen Italiaanse titels in engere zin maar zij vallen, net als de Napolitaanse en Toscaanse titels, wel binnen de theoretische werking van artikel 79 van de Grondwet van het Koninkrijk Italië.
De aanspraak op adeldom van de aan de pausen verwante familieleden, de "nepoten", heeft altijd bestaan zolang er een Pauselijke Staat was waarover de paus als gekozen koning regeerde. De positie van deze steeds wisselende koninklijke familie werd geregeld in de Bul Urbem Romam van paus Benedictus XIV van 4 januari 1746.
De bul is nog steeds van kracht. Iedere paus is ook nu nog staatsrechtelijk gezien een gekozen koning, zij het zonder werkelijke macht of grondgebied, dat maakt zijn broers en zusters tot prinsen en prinsessen. Deze adellijke titels zijn erfelijk en worden ook in andere staten, waaronder Italië, erkend.
In de Bul regelde de paus met terugwerkende kracht ook het Romeins adelsrecht. Zij die hun adeldom ontleenden aan de conservatoren van de Romeinse Senaat (het stadsbestuur) die zich beroepend op de Constitutie van Paulus III adeldom niet impliciet maar wel expliciet hadden toegekend in diploma's van vóór 1746, verloren deze aanspraak.
Ook in de 20e eeuw werd nog een beroep op de bul gedaan. Zo verkreeg Don Domenico Serlupi Crescenzi Ottoboni in 1980 een naamsverandering".
De pauselijke adellijke titels worden her en der in de wereld, maar uiteraard vooral in Italië, aangetroffen. Er is ook een Libanees door de paus in de adelstand verheven geslacht. Na de Tweede Wereldoorlog verminderde het aantal verheffingen door de pausen sterk maar Johannes Paulus II heeft "zeer discreet" een klein aantal personen in de adelstand verheven.

## Het Koninkrijk Italië
Het koninkrijk erkende in artikel 79 van de Grondwet de oudere adel met de bepaling "De titels van de adel wordt gehandhaafd voor degenen die "daarop recht hebben", De koning mocht adeldom verlenen. Dat gebeurde ook op grote schaal. Er was zowel sprake van een zuiver koninklijk prerogatief, de nobilering "di grazia" en een nobilering onder Ministeriële verantwoordelijkheid, oftewel "di giustizia".
In 1869 werd een Hoge Raad van Adel, de "Consulta Araldica del Regno" ingesteld. Deze Raad zou adelkwesties helpen oplossen en heraldische regels stellen. In 1926 werd voor heel Italië een gemeenschappelijk erfopvolgingsrecht vastgelegd.
De Italiaanse regering beoogde het verwijderen van de oude regels van de erfopvolging. Het leidende principe van deze maatregelen was de intrekking van wetten en praktijken die reeds in de oude Italiaanse staten van kracht was, de uitsluiting van vrouwen van de opvolging en het niet langer laten vererven van adellijke titels in de vrouwelijke lijn. Deze bepalingen hadden gedeeltelijke terugwerkende kracht.
In de ogen van de paus en van de door de vroegere koningen en vorsten was dit nieuwe adelsrecht uiteraard niet automatisch van toepassing op de titels die zij hadden toegekend of zouden toekennen, in voorkomende gevallen zou het oorspronkelijke fideï-commis of de bepaling van het decreet waarmee adeldom ooit was verleend gelden.
Het Koninkrijk en het Vaticaan erkenden elkaar niet. Zo ontstond een zwarte adel van edelen die trouw waren aan de paus, naast een hofadel die de Koning in het Quirinaalpaleis bezocht. De Zwarte adel sloot de rijen.
Aan het conflict kwam pas op 11 februari 1929 in een verdrag dat in het Lateraanse paleis werd gesloten tussen de Heilige Stoel en de Italiaanse regering een einde: het Verdrag van Lateranen. Omdat het Vaticaan en de Italiaanse staat nu op gelijke voet kwamen te staan verloor Italië het recht op interventie in adelskwesties die met pauselijk verleende adeldom en privileges van doen hadden.
Tijdens het fascistische bewind van Italië bezat de adel geen speciale privileges of voorrechten. De aristocratie bleef wél een grote rol spelen in de politiek, in het uitgaansleven en aan het hof. Daarvoor stonden de rijkdom en de sociale netwerken van de edelen garant.
Er werden wel adellijke titels toegekend. Zo was er een "Hertog van Addis Abeba", een titel die in 1936 werd gecreëerd voor Maarschalk Pietro Badoglio.
De verdreven heersers van Toscane, Napels en Parma bleven vasthouden aan hun recht om adeldom toe te kennen. In ieder geval mogen zij dat volgens internationaal recht doen in eigen kring.
Johannes Paulus II heeft, zeer discreet, enige Italianen in de adelstand verheven.

## De Republiek Italië
Ook al werd Italië in 1947 een republiek, het land bleef rechtsvragen houden waar het de adel betreft. De Grondwet van 1947 bepaalde dat de Republiek geen adel kende maar dat aanspraken op namen en titels bleven bestaan.
De Grondwet van 1948 noemt adeldom "niet relevant" en noemt adeldom "geen persoonlijk recht in de zin van de wet en meer in het algemeen zonder belang". In de definitieve wet werd een organisatorische wet aangekondigd waarin ook de afschaffing van de heraldiek zou worden geregeld. De Raad van Adel werd opgeheven.
De predicaten, zij zijn deel van de naam, zijn in Italië "cognomizzazione" en zij worden door de staat erkend. De gerechtshoven beschermen de identiteit van de drager van het predicaat, niet de adeldom.
Zo kan het zijn dat men ook nu nog overal in Italië adellijke titels kan vinden. Met name wijngoederen zijn vaak eigendom van een grafelijke, burggrafelijke of prinselijke familie.
Omdat het "gewone" burgerlijk recht het recht van een Italiaans kind op de naam van de vader en moeder regelt zijn de oude regels waarin geadopteerde kinderen geen adeldom en titel erven niet langer van toepassing. Ook bastaardij geldt niet als een beperking.
De verdreven heersers van Toscane, Napels en Parma bleven ook in de 20e en 21e eeuw vasthouden aan hun recht om adeldom toe te kennen. In iedere geval mogen zij dat volgens internationaal recht doen in eigen kring.
In voorkomende gevallen zoeken de Italiaanse edelen die Romeinse titels bezitten "toestemming" van de pretendent van de Italiaanse kroon, de titulair koning van Italië, of van de in 1866 verdreven heersers. De Italiaanse overheid verzet zich niet tegen de pretenties van de Italiaanse edelen, hun adeldom is immers "niet relevant". Omdat er op het gebied van adeldom geen regels zijn die door de staat worden afgedwongen, zijn Italiaanse titels soms gebruikt door oplichters en fantasten. De Italiaanse adel heeft zich in verenigingen zoals de "Corpo della Nobiltà Italiana"verenigd en er worden - niet bindende- uitspraken gedaan door de besturen van deze verenigingen. De verenigingen geven ook tijdschriften uit en tegenwoordig beheren zij websites. Een adviesraad, de "Consulta araldica" zet het werk van de oude Raad van Adel voort. Deze raad heeft geen officiële status, maar zijn uitspraken hebben wél gezag. Wie zich van de raad niets wil aantrekken kan dat straffeloos doen.
In Italië zijn meerdere oude ridderorden actief. Deze verlenen geen adeldom maar er zijn wel titels als "excellentie" aan verbonden. Het recht op het predicaat "Don" ligt gedeeltelijk in het gewoonterecht, gedeeltelijk in oude rechtsregels en in pauselijke bullen en fideï-commissariaten vastgelegd.
In Italië wordt de titel Don gebruikt door de leden van de voormalige feodale adel van Rome en door de Markiezen met de baldakijn. Italiaanse prinsen en hertogen worden met "Don" aangesproken en zij plaatsen deze titel of het predicaat na hun academische titel en voor hun voornaam.
De adellijke en feodale rang van de beide echtelieden speelde een rol bij het gebruiken van de titel Don en kardinalen in de familie droegen bij aan het prestige omdat deze geestelijken in het protocol "prinsen van de kerk" en zelfs "kroonprinsen" in de monarchie van het Vaticaan zijn.
De afschaffing van de Kerkelijke Staat, het Koninkrijk der Beide Siciliën, het Groothertogdom Toscane, de hertogdommen Parma en Modena, en het opnemen van de Oostenrijkse gebieden zoals Milaan in Noord-Italië in een verenigd Italiaans Koninkrijk heeft geleid tot het instellen van een nieuwe Nationale adel, met een poging (niet geheel succesvol) tot harmonisatie van de regelgeving.
De regimes die Italië hadden geregeerd introduceerden sterk verschillende stelsels van adeldom. In het Koninkrijk van de Twee Siciliën was de opvolging van de territoriale titels via de vrouwelijke lijn mogelijk. Deze mogelijkheid bestond ook in het Heilige Roomse Rijk en bij een aantal pauselijke titels. Er waren ook titels die alleen kon vererven in de mannelijke lijn en door mannelijke opvolging. Er waren ook oeroude feodale titels, waarvan sommige zijn erkend door de nieuwe regering, en sommige die, misschien omdat hun erfgenamen geen aanspraak maakten op adeldom in het nieuwe koninkrijk) niet werden gebruikt of gewoon zijn verdwenen. De Pauselijke Staten kenden een adelsrecht dat leek op dat van de Twee Siciliën, maar in de pauselijke adel was een groter deel van de titels verbonden aan de geslachtsnaam.
In het Groothertogdom Toscane konden territoriale titels vererven via de vrouwelijke lijn. Deze opvolging die de toestemming van de Groothertog vereiste was geen absoluut recht, het was een gunst. Die titels van de Milanese adel waren vaak van Spaanse oorsprong, zij waren meestal territoriaal.
De titels van de edellieden van het Heilige Roomse Rijk van de Duitse Natie en later die van het Keizerrijk Oostenrijk werden geërfd door alle mannelijke nakomelingen, Italië heeft getracht om deze opvolging te wijzigen in een erfrecht voor alleen de oudste zoon.
De na 1815 in Parma, Modena en Lucca verleende titels werden doorgegeven door de mannelijke lijn en de vererving van de titels van de adel van de voormalige Venetiaanse Republiek was eveneens beperkt tot het mannelijke erfopvolging. Bij de hervorming van het systeem heeft de nieuwe regering ingestemd met de rechtmatigheid van alle titels van de voormalige regimes op het Italiaanse schiereiland maar dat was met terugwerkende kracht. Het Koninkrijk Italië ontkende de legitimiteit van titels die na de annexatie van deze staten werden gecreëerd.
Tot een uniform systeem van erfopvolging is het niet gekomen. De uitgangspositie van de Italiaanse Raad van Adel was daarvoor ook te slecht. Men moest rekening houden met meerdere vormen van adelsrecht en de afgezette of uit Italië verdreven vorsten werkten niet mee aan de hervorming. Ook in het Koninkrijk bleef het daarom mogelijk dat de oude titels werden overgedragen aan een erfgenaam in de vrouwelijke lijn, al was daarvoor een Koninklijk Besluit nodig. De koningen van Italië erkenden achteraf enkele van de titels die door Frans II der Beide Siciliën in ballingschap waren toegekend uiteindelijk impliciet door dezelfde titels onder dezelfde voorwaarden nogmaals te verlenen. Het Verdrag van Lateranen van 1929 erkende de pauselijke titels die vóór die datum waren toegekend en een consequentie van de bepalingen van het verdrag was dat de in de toekomst door de Heilige Stoel aan Italiaanse burgers toegekende titels in de toekomst steeds automatische erkend zouden worden.
De opvolgers van paus Pius XII hebben in het algemeen vermeden om nieuwe adeldom te verlenen. Paus Paulus VI heeft alle rechten en privileges van de Romeinse adel aan het pauselijk hof afgeschaft. Het Vaticaan heeft desondanks een aantal malen moeten ingrijpen bij opvolgingsgeschillen en bij omstreden verervingen van titels in de vrouwelijke lijn.
Een niet-historische praktijk die in het nieuwe Koninkrijk Italië voorkwam was het verlenen van bepaalde rechten van de Zuid-Italiaanse families aan Noord-Italiaanse geslachten. De Zuid-Italiaanse en Romeinse predicaten "Don" en "Donna" werden nu ook in het noorden toegekend.
Op Sicilië en in Napels dragen relatief veel edelen de titels Hertog en Prins, een klein aantal is ook Grande van Spanje, een eretitel waarvoor in Italië geen corresponderende rang bestond, en er zijn ook veel markiezenaten. De achtergrond van deze wildgroei aan hoge adellijke titels is het beleid van de Spaanse koningen, zij wilden klinkende Italiaanse titels creëren zonder af te doen aan de "Grandezza" van Spanje.
Italië heeft een aantal edellieden tot Senator voor het leven benoemd, maar er was nooit een Italiaans Hogerhuis vol edellieden. Er was evenmin een Italiaans equivalent van de Franse pairs of de Spaanse Grandezza.
In het begin van de jaren 90 heeft de kardinaal-vicaris van Rome Paltsgrafelijke titels toegekend aan Italianen. De verleningen werden van de zijde van de Curie bevestigd in brieven van de kardinaal-staatssecretaris. De verheffing geschiedde min of meer informeel, niet in een Bul en ook niet Motu proprio. Er is geen ruchtbaarheid aan gegeven.

## De Italiaanse adellijke titels en predicaten

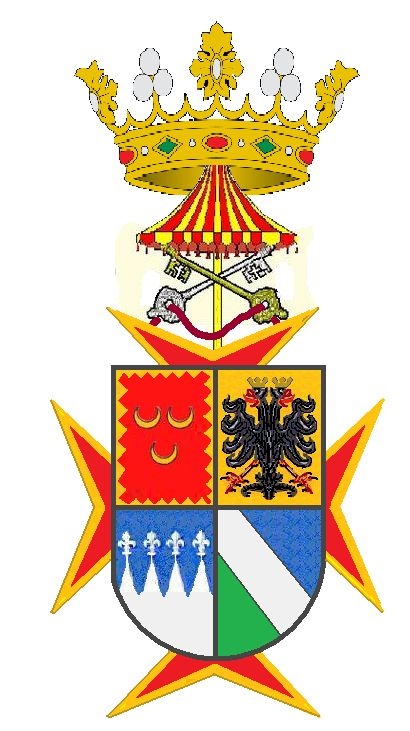
Het vermeerderde wapen van Serlupi met baldakijn en markiezenkroon op het Grootkruis in de Orde van Sint Stefanus paus en martelaar

Deze rangorde van titels was in Italië niet de belangrijkste factor in het onderscheid tussen de edelen, noch op het vlak van prestige, noch in termen van macht. De ouderdom van de titel, het historische prestige ervan, het belang van de maatschappelijke posities en rang was bepalend voor de erkenning van een edelman. Onderlinge huwelijken en gebrek aan "blauw bloed" na een huwelijk dat niet "standesgemäß" is tellen zwaar, temeer daar de oude ridderorden zestien of acht adellijke kwartieren eisen voor opname in hun midden.
De ridderorden, in de eerste plaats de Souvereine Militaire Orde van Sint-Jan van Jeruzalem van Rhodos en Malta, de Heilige en Militaire Orde van Sint-Stefanus Paus en Martelaar, de Orde van Sint-Mauritius en Sint-Lazarus, de Napolitaanse Heilige Militaire Constantinische Orde van Sint-Joris en de Orde van Sint-Januarius hebben vooral adellijke leden.
De Orde van de Verkondiging, de Orde van de Adelaar van Este werd pas onlangs weer in oude glorie hersteld en verbindt de titulair Groothertog van Toscane met de oude adel uit dat gebied. Ook het Huis Bourbon-Parma blies zijn eigen Constantinische Orde van Sint-Joris rond 1990 nieuw leven in.
Ook het huwelijk van een edelman en de allianties van de familie, de omvang en de stabiliteit van het landbezit telde, zolang het duurde, zwaar in een aristocratische samenleving
Zo kende Italië altijd een groot aantal verarmde, maar in theorie hoogadellijke, markiezen.
In hiërarchische volgorde zoals die hieronder wordt gegeven wordt vaak gebruikt in Europa
De volgorde is niet bij uitstek Italiaans maar ze kan als leidraad dienen.
- Prins, of Principe
- Aartshertog of Arciduca
- Hertog of Duca
- Prins van het Heilige Roomse Rijk van de Duitse Natie
- Markies of Marchese , Markgraaf en Markies met de baldakijn (De "Margravio" en de formeel vlak onder de prinsen gestelde "marchesi di baldacchino")
- Graaf of Conte (en het archaïsche Landgraaf of Langravio)
- Paltsgraaf of Conte palatino
- Burggraaf of Visconte
- Baron of Barone
- Edele Heer of Signore
- Patriciër of Patrizio
- Edele of Nobile
- Heer of Dominus
- Ridder of Cavaliere

Groothertog is op de keper beschouwd geen adellijke titel maar een titel uit het staatsrecht. De aartshertogen zijn prinsen, lid van het huis Habsburg in Oostenrijk. De status van een paltsgraaf is in het adelsrecht altijd omstreden geweest.